# Upton Park (London Underground)

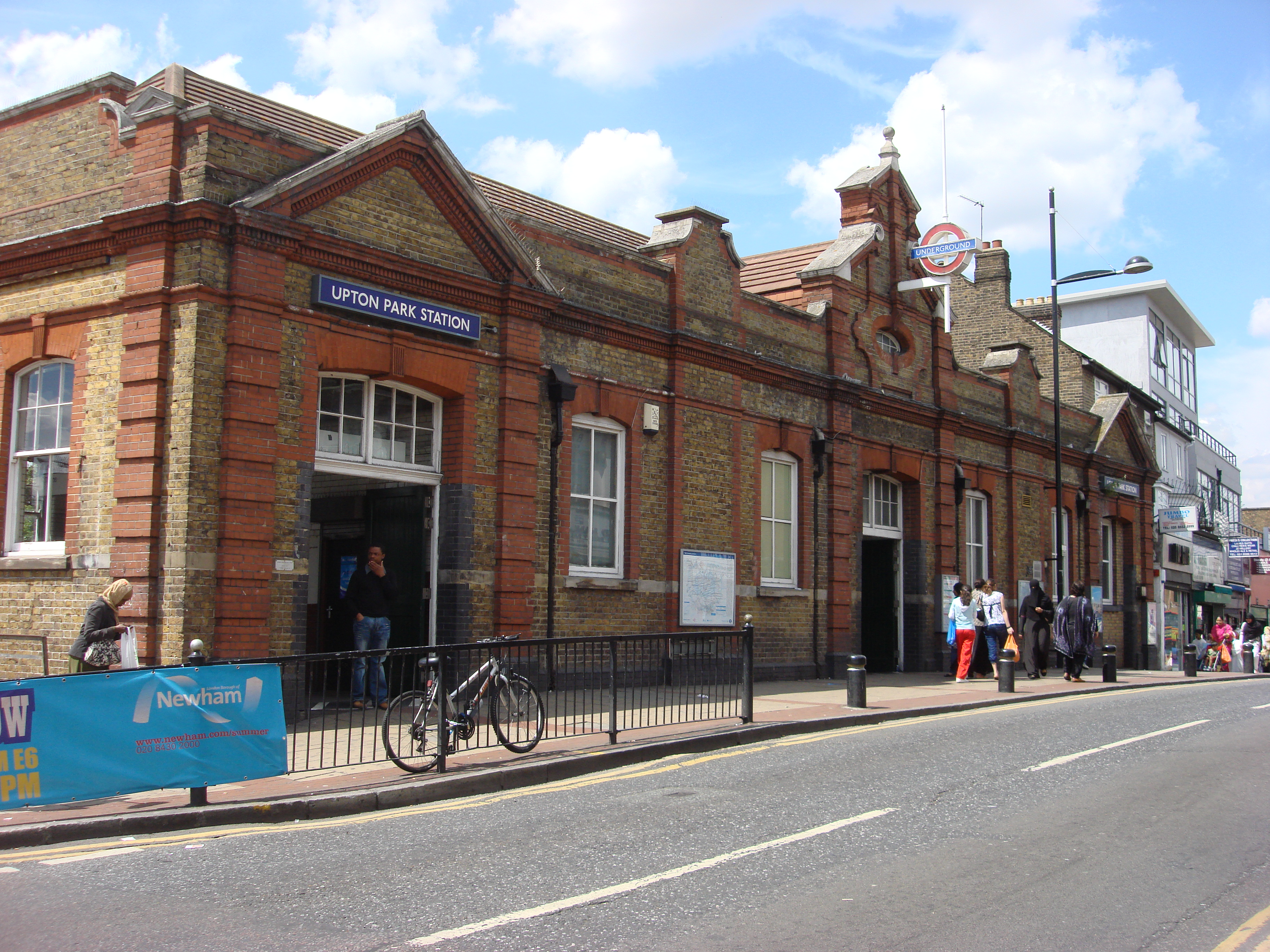
Stationsgebäude

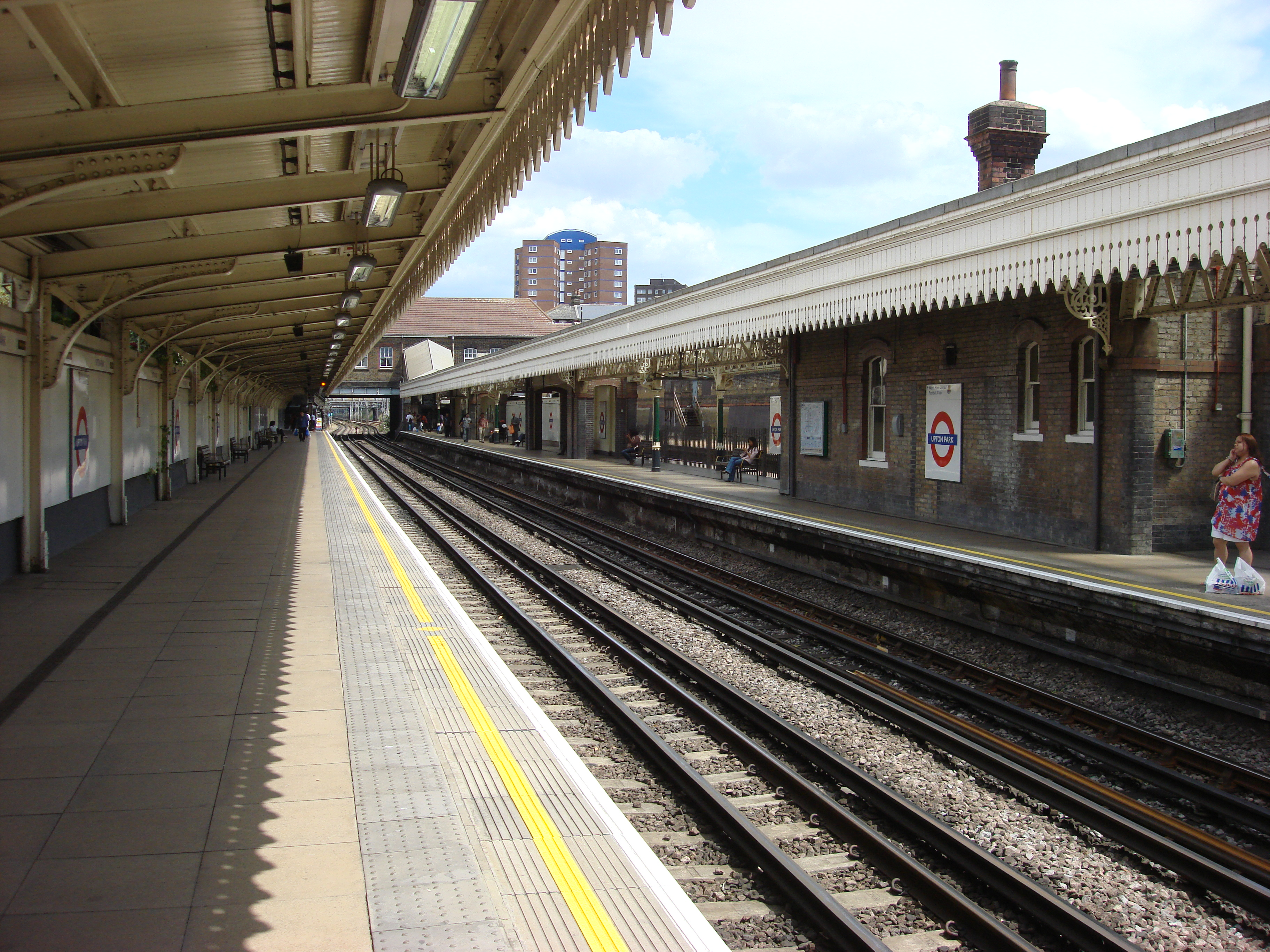
Bahnsteig

Upton Park ist eine oberirdische Station der London Underground im Stadtteil Upton Park im Bezirk Newham. Sie liegt in der Travelcard-Tarifzone 3 an der Green Street. Im Jahr 2014 nutzten 11,41 Millionen Fahrgäste die Station. In der Nähe befand sich der Upton Park (Boleyn Ground), das ehemalige Fußballstadion von West Ham United.
Die Station besitzt einen Inselbahnsteig für Züge der District Line und der Hammersmith & City Line. Letztere verkehren jedoch nicht am frühen Morgen, späten Abend und an Sonntagen. Ein weiterer Bahnsteig befindet sich an der parallel verlaufenden Eisenbahnlinie, die in den Südosten von Essex führt. Er wird jedoch nicht mehr genutzt, da die Züge der Bahngesellschaft c2c hier ohne Halt durchfahren.
Am 17. September 1877 eröffnete die London, Tilbury and Southend Railway (LT&SR) an dieser Stelle einen Bahnhof. Die District Line nahm ihren Betrieb am 2. Juni 1902 auf. Die Metropolitan Line bediente Upton Park erstmals am 30. März 1936 (die Zweigstrecke in Richtung Barking wurde 1988 an die Hammersmith & City Line übertragen). 1962 hielt der letzte Zug der Eisenbahn.